# Euploea saupdersi
Euploea saupdersi är en fjärilsart som beskrevs av Hans Fruhstorfer 1900. Euploea saupdersi ingår i släktet Euploea och familjen praktfjärilar. Inga underarter finns listade i Catalogue of Life.